# استپ و بیابان درختچه‌ای آذربایجان
استپ و بیابان درختچه‌ای آذربایجان (انگلیسی: Azerbaijan shrub desert and steppe) یک بوم‌ناحیه با پوشش درختچه‌ای و بیابانی در غرب آسیا است که در پست‌بوم‌های غرب دریای خزر قرار دارد. این بوم‌ناحیه بخش‌هایی از جمهوری آذربایجان، گرجستان و ایران را در بر می‌گیرد.

## جغرافیا
بخش عمده این بوم‌ناحیه در سرزمین پست کورا-ارس قرار دارد که توسط رود کورا زهکشی می‌شود. این رود به سمت شرق جریان داشته و به دریای خزر می‌ریزد و رود ارس شاخه جنوبی آن به‌شمار می‌رود. استپ و بیابان درختچه‌ای آذربایجان از شمال به رشته‌کوه قفقاز، از غرب به کوه‌های قفقاز کوچک، در جنوب غرب به سرزمین کوهستانی ارمنستان، از جنوب به کوه‌های البرز و از شرق به دریای خزر محدود می‌شود.

## شرایط اقلیمی
آب و هوای اکوسیستم اصلی منطقه، نیمه خشک تا خشک، معتدل و قاره‌ای است. این منطقه دارای تابستانی طولانی و گرم و زمستانی کوتاه با دماهای ملایم است. میانگین بارندگی آن سالانه ۳۰۰ تا ۴۰۰ میلی‌متر می‌باشد.